# Црногорска антифашистичка скупштина народног ослобођења
Црногорска антифашистичка скупштина народног ослобођења (ЦАСНО) је билa највише представничко, законодавно и извршно тело Народноослободилачког покрета на подручју Црне Горе за време Народноослободилачког рата. Процес институционалне изградње ЦАСНО текао је постепено. Почетком 1942. године створен је Народноослободилачки одбор за Црну Гору и Боку (НООЦГБ), а крајем 1943. године формирано је Земаљско антифашистичко вијеће народног ослобођења Црне Горе и Боке (ЗАВНОЦГБ), које је у лето 1944. године прерасло у Црногорску антифашистичку скупштину народног ослобођења (ЦАСНО).

## Историја
Почетком 1942. године, представници народно-ослободилачког покрета са подручја централне Црне Горе и Боке Которске одржали су скупштину у Острогу и том приликом су изабрали Народноослободилачки одбор за Црну Гору и Боку.
ЗАВНО Црне Горе и Боке је основан на заседању народних представника, одржаном 15. и 16. новембра 1943. године у Колашину. Ово је уједно било и прво заседање ЗАВНО-а, на којем се конституисало као највише представничко и политичко тело народноослободилачког покрета Црне Горе и Боке. За председника је био изабран Нико Миљанић.
Одлуке Другог заседања АВНОЈ-а, стално јачање Народноослободилачког покрета у Црној Гори после овог заседања и развој народне власти омогућили су нове кораке у изградњи државности Црне Горе.
Извршни одбор ЗАВНО-а Црне Горе и Боке је 3. јануара донео проглас у којему је позвао становништво на још одлучнију борбу против фашистичких окупатора и квислинга.
Друго заседање ЗАВНО Црне Горе и Боке одржано је 16. фебруара 1944. године у Колашину. На заседању је дата пуна подршка одлукама Другог заседања АВНОЈ-а.
Најзначајније је било Треће заседање ЗАВНО-а Црне Горе и Боке, сазвано и одржано у Колашину од 13. до 15. јула 1944. године. На њему је ЗАВНО прерасрастао у ЦАСНО, који се конституисао у највише законодавно и извршно тело Црне Горе као равноправне федералне јединице у Демократској Федеративној Југославији. Изабрано је Председништво Скупштине и овлашћено да именује Национални комитет ослобођења Црне Горе, као највиши извршни и наредбодавни орган, чим за то буду постојали услови. До образовања Националног комитета, његове је функције вршило Председништво, које је руководело свим пословима народне власти преко Народноослободилачких одбора. Одлуке донесене на овом заседању имале су по значају и садржини уставотворни карактер. Њима је извршено конституисање власти у Црној Гори као федералној јединици југословенске државне заједнице.
На Четвртом заседању, одржаном у ослобођеној Црној Гори на Цетињу од 15. до 17. априла 1945. године, ЦАСНО је претворен у Црногорску народну скупштину као највиши орган народне власти и једини законодавни орган. НОО-и су постали Народни одбори, а среске народноослободилачке скупштине – среске скупштине. Организована је прва народна влада на челу са Блажом Јовановићем. Одлуком ове Скупштине, срезови бјелопољски и пљеваљски, након расформирања ЗАВНО-а Санџака, укључени су у састав Црне Горе.
Образовањем народне владе и даљом изградњом система народне власти, на основу одлука Четвртог заседања, окончан је процес успостављања нове црногорске државности.